# Valentin Huot

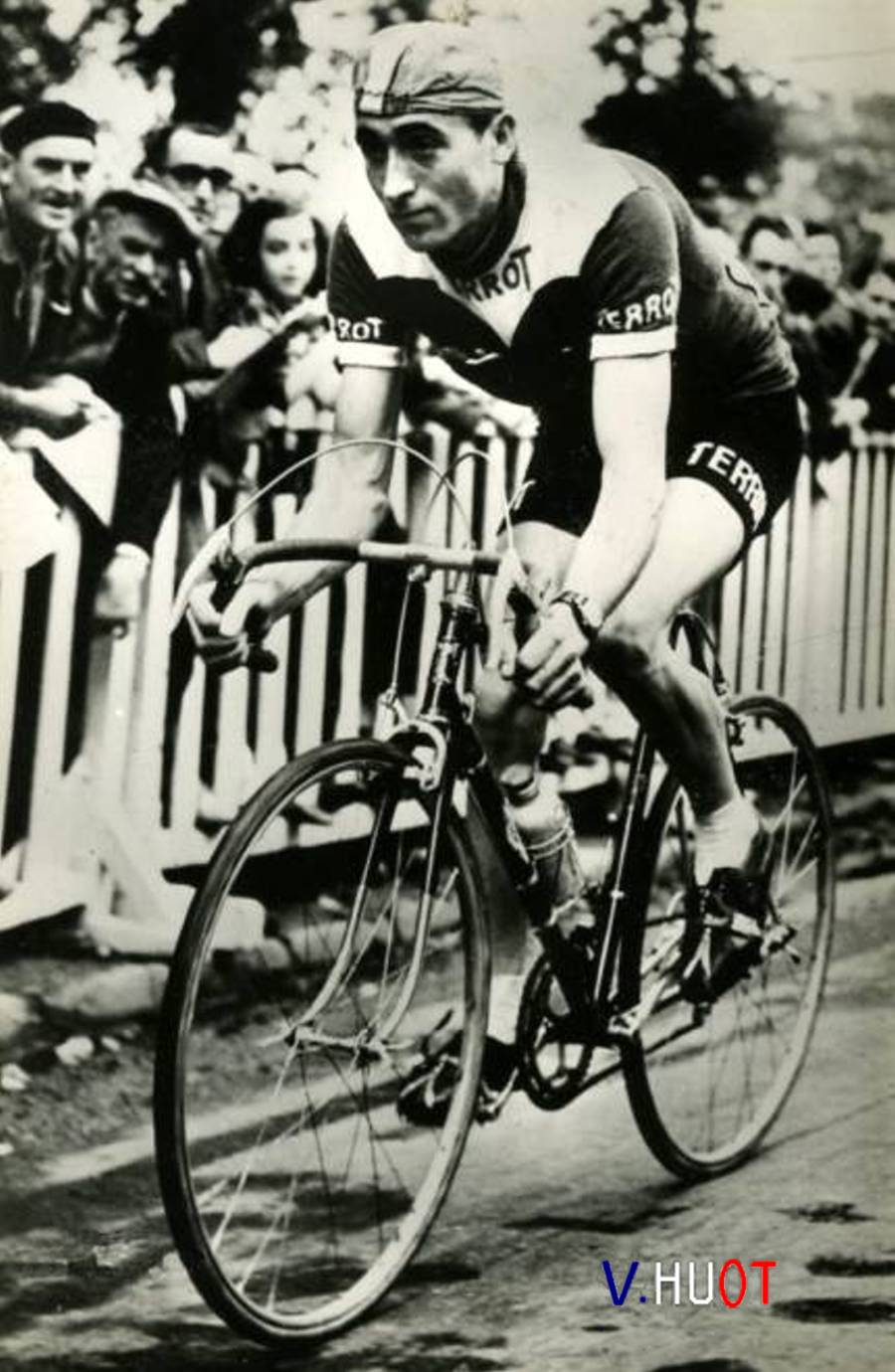
Valentin Huot

Valentin Huot (* 1. Mai 1929 in Creyssensac-et-Pissot, Département Dordogne; † 21. November 2017) war ein französischer Radrennfahrer.
Valentin Huot war Profi-Radrennfahrer von 1953 bis 1962. Zweimal – 1957 und 1958 – wurde er französischer Meister im Straßenrennen. 1954 gewann er zudem Paris-Limoges, 1955 die Polymultipliée, 1956 den Grand Prix de Plouay sowie den Circuit de l’Aulne und 1960 den Grand Prix Midi Libre. 1957 gewann er das Bergzeitfahren am Mont Faron.
Sechsmal startete er bei der Tour de France; 1956 wurde er Dritter der Bergwertung, und 1959 gelang ihm als Erstem die Überquerung des Col de Peyresourde.
Im Juli 2011 wurde Valentin Huot zum Chevalier de la Légion d’Honneur ernannt; er erhielt die Auszeichnung aus der Hand seines Radsport-Kollegen Raymond Poulidor.